# Hội Lý
Hội Lý (chữ Hán giản thể: 会理市, Hán Việt: Hội Lý thị) là một thành phố cấp huyện thuộc Châu tự trị dân tộc Di Lương Sơn, tỉnh Tứ Xuyên, Cộng hòa Nhân dân Trung Hoa. Thành phố này có diện tích 4257 km2, dân số năm 2004 là 440.000 người. Thành phố Hội Lý được chia thành các đơn vị hành chính gồm 3 nhai đạo, 6 trấn, 43 hương và 1 hương dân tộc.

## Hành chính
- Nhai Đạo: Bắc Nhai, Nam Nhai, Bắc Quan.
- Trấn: Thành Quan, Lộc Hán, Lê Khê, Ích Môn, Thông An, Thái Bình.
- Hương: Quả Nguyên, Lão Nhai, Nam Các, Nội Đông, Ngoại Bắc, Chương Quán, Ái Dân, Ái Quốc, Phượng Doanh, Bạch Kê, Ải Lang, Hà Khẩu, Trung Hán, Quan Hà, Ngư Ngư Sạ, Lục Thủy, Lê Hồng, Thụ Bảo, Phổ Long, Kim Vũ, Mộc Cổ, Phú Nhạc, Hải Triều, Ba Tiêu, Giang Phổ, Hoành Sơn, Mã Tông, Pháp Bình, Tào Nguyên, Hoành Bách, Vân Điện, Thương Điền, Hạ Thôn, Long Tuyền, Lục Hoa, Lục Dân, Tam Địa, Giang Trúc, Trúc 箐, Tân Phát, Tiểu Hắc 箐, Dương Gia Bá, Bạch Quả Loan.
- Hương dân tộc 傣 Tân An.